# Pachyphytum oviferum
Pachyphytum oviferum (sockermandel) är en fetbladsväxtart som beskrevs av J. A. Purpus. Pachyphytum oviferum ingår i släkten Pachyphytum och familjen fetbladsväxter. Inga underarter finns listade i Catalogue of Life.

## Bildgalleri

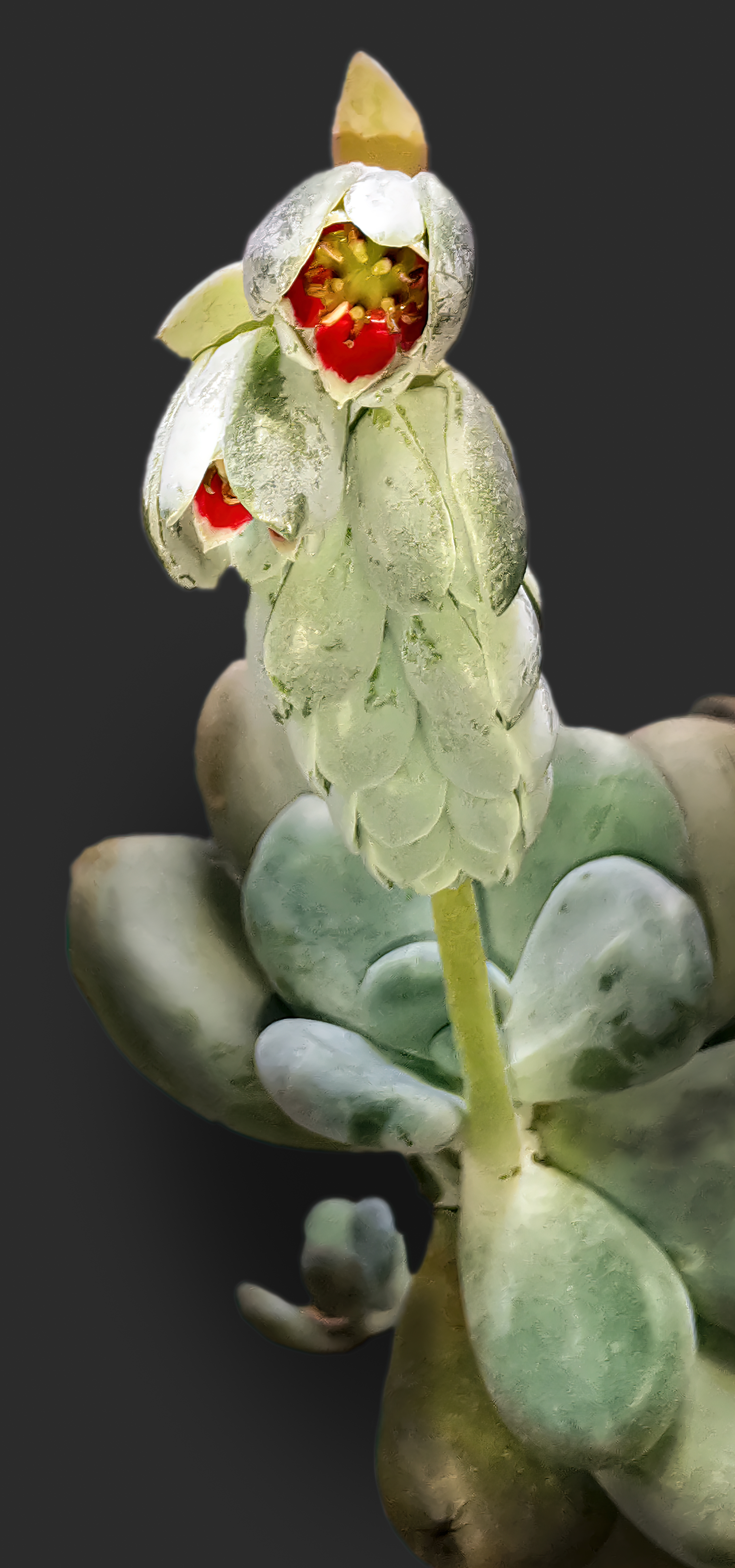
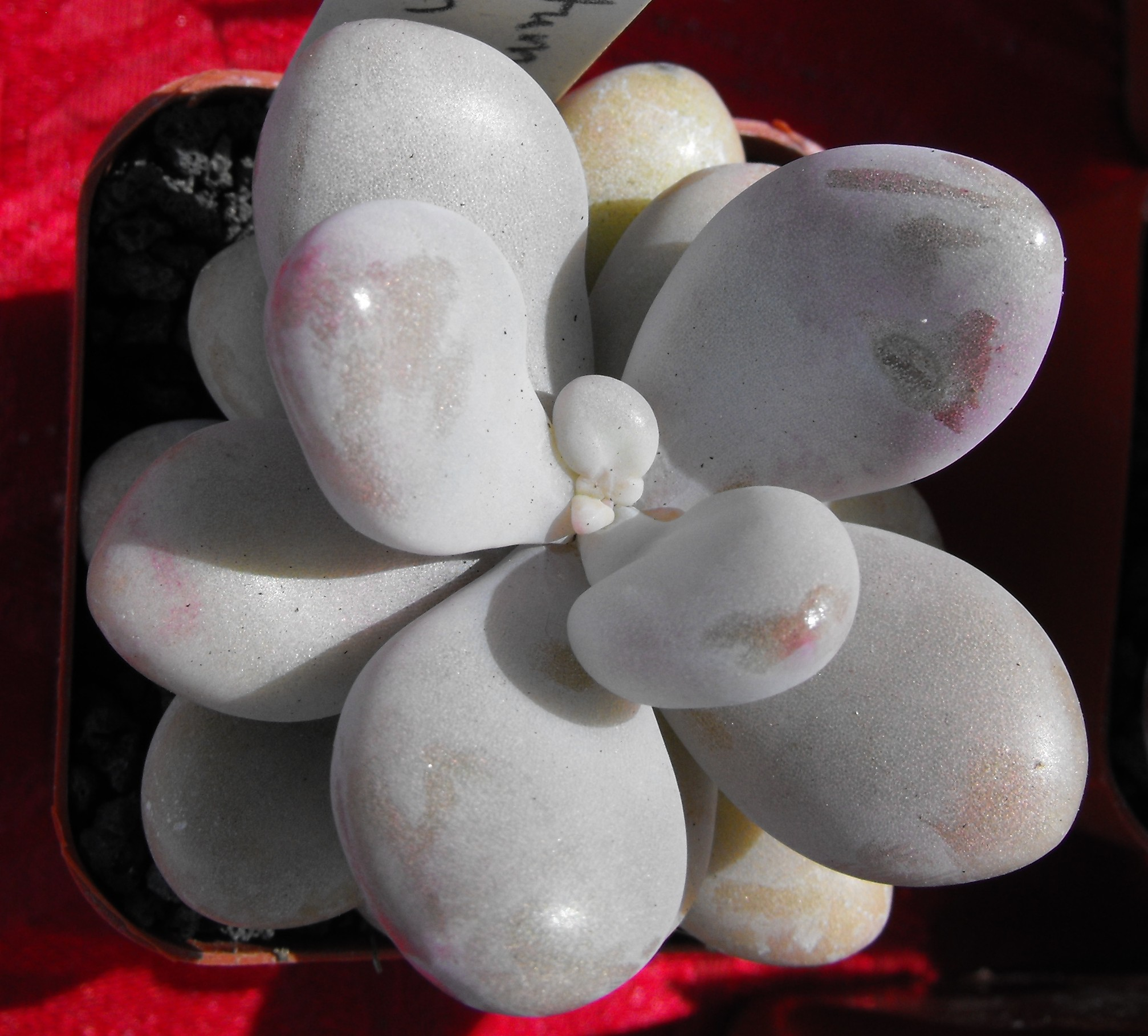